# Donászi Aladár
Donászi Aladár (Pécs, 1954. augusztus – Sopronkőhida, 2001. augusztus 10.) (a sajtóban olykor győri rendőrgyilkos, skálás gyilkos, illetve vadászgyilkos) magyar rabló- és sorozatgyilkos, az 1990-es évek elejének egyik legkeresettebb magyarországi bűnözője.

## Életútja

### Fiatalkora
A legtöbb erőszakos bűnözővel ellentétben a társadalom jobb helyzetű tagjai közé tartozott, szülei értelmiségiek voltak. (Apja ügyészként dolgozott, anyja pedagógusként.) Donászi jó eredményeket ért el a tanulásban, érettségi után első próbálkozásra felvették az egyetem jogi karára. A fiatal férfi azonban nem kezdett bele a tanulmányokba, helyette 19 évesen megnősült. A hadkötelezettség miatt elkerülhetetlennek látta a katonai behívót, ezért inkább jelentkezett a katonai főiskolára. A tiszti főiskola elvégzésével tüzértiszt lett, hivatásos katonaként teljesített szolgálatot.

### Bűnözői pályafutásának kezdete
Donászi a Néphadseregnél töltött évei alatt kezdett készülni a bűnözői karrierre. Gyakorolta a fegyverhasználatot és tudatosan kormányozta magát a bűnözői életpálya irányába. 1980. március 17-én Donászi megszökött a szolgálatból és magával vitte fegyverét is. A fegyverrel megtámadta és kirabolta az Országos Takarékpénztár Budapest, Irinyi utcai fiókját. Donászi 372 000 forintot zsákmányolt, ám a rablás így is balul ütött ki: egy nappal később elfogták, majd bíróság elé állították. Még ugyanezen év szeptemberében 12 év börtönre ítélték. Büntetését a szegedi Csillag börtönben kezdte letölteni. A Csillagban ismerkedett meg későbbi bűntársával, Bene Lászlóval, akivel a közösen letöltött idő alatt már közös akciókat terveztek. Donászi jó magaviseletű rab volt, írásait rendszeresen publikálta a fegyház újságjában, illetve írnokként is dolgozott. Fegyelmezett magatartásával sikeresen tévesztette meg a börtön vezetését, akik úgy ítélték meg, hogy a büntetés elérte célját. Donászi büntetését negyedelték, már kilenc év letöltése után, 1989 márciusában szabadult.

### Rablások és gyilkosságok
Donászi kiszabadulása után ismét találkozott Benével. 1989-ben kezdték el a hosszú ideig megélhetést nyújtó akciósorozatukat dohánylerakatok ellen. Főként a Dunántúlon követtek el raktárbetöréseket és nagy értékű lopásokat. 1989 és '90 folyamán összesen 16,5 millió forint értékben loptak cigarettát, amelyet budapesti orgazdák trafikhálózatán keresztül értékesítettek. Donászi az éjszakai cigarettalopást egy idő után összeférhetetlennek érezte az önmagáról kialakított kemény bűnöző képével, nagyobb eredménnyel járó és keményebb fellépés lehetőségét rejtő akciókat gondolt ki. Tettestársával Bécsben fegyvereket vásároltak, külterületeken gyakorolni kezdték a lövészetet, hamis papírokat szereztek be. (Donászi ekkor tett szert egy Márton Kálmán Gyula névre szóló személyi igazolványra, amelybe a saját fényképét tetette bele egy hamisítóval.)
1991. június 12-én hajtotta végre Donászi az első rablógyilkosságot. Azzal a szándékkal érkezett Győrbe, hogy elrabolja a Győr és Környéke Vízmű dolgozóinak fizetését. A fürdővállalat kapujában várta meg a pénzszállító autó érkezését. Az autó behaladásakor Donászi előbb a pénzt kísérő Ősz Zsigmond rendőr főtörzsőrmestert, majd a kaput kezelő portást is súlyosan megsebesítette. Ősz Zsigmond a kórházba szállítás után meghalt, a portás túlélte a támadást. Donászi zsákmánya 870 ezer forint volt.
1992. május 11-én Donászi és Bene megtámadták a Budai Skála áruház bevételét szállító taxit. Bene a Vak Bottyán utcában egy autóval elállta a pénzt szállító taxi útját, Donászi pedig a taxihoz lépett és szó nélkül főbe lőtte a pénzt továbbító egyetemistát, Sádt Győzőt. Mindeközben Bene a taxi menekülő sofőrjét lőtte le, majd felnyalábolták a pénzeszsákokat és autón elmenekültek. A pénzszállító diák belehalt a sérülésekbe, a taxi sofőrje súlyos sebesülésekkel, de túlélte a támadást. A rablógyilkosok ezúttal nagyobb zsákmány nélkül távoztak, figyelmetlenségből nem a pénzt, hanem a további pénzeszsákokat tartalmazó zsákot vitték magukkal. Donászi és Bene e támadás után kapta a skálás gyilkos nevet.
1992. november 8-án Donászi és Bene Sárszentmihály külterületén a lövészetet gyakorolták. A gyakorlat közben azonban két helybéli vadász, Tóth Tamás és Izsó László tűnt fel, akik azt hitték, hogy végre rábukkantak a környék vadállományát tizedelő orvvadászokra. Donásziék tűzpárbajba keveredtek a vadászokkal, mindkettőt agyonlőtték. A vadászgyilkosság néven a köztudatba került eset után a nyomozók a golyók vizsgálata után már tudták, hogy a győri rendőrgyilkosok és a skálás gyilkosok azonosak a sárszentmihályi támadókkal. A környéken élő büntetett előéletűek vizsgálatakor képbe került Donászi bűntársa, Bene is.
Donászi és Bene 1993. január 22-én Újpesten rajtaütött az Alfa áruház pénzszállító autóján. A pénzszállító azonban korábban érkezett és indult a vártnál. A tervet mindenáron végrehajtani akaró Donászi lövöldözni kezdett, majd véletlenül a segítségére érkező Bene kocsijába is belelőtt. A lövések és a szétrepülő üvegdarabok Benét súlyosan megsebesítették az arcán, ennek nyomait csak egy feketén dolgozó plasztikai sebész tudta később eltüntetni. A két rablógyilkos kapcsolata a félresikerült támadás után egyre hűvösebbre fordult, Donászi pedig egy rövidebb időre külföldre ment.
1993. november 13-án követte el Donászi az utolsó sikeres támadását. Budapesten egy Soroksári úti postahivatalt rabolt ki. A támadásban Bene csak sofőrként vett részt, de Donászi akciója így is 15 millió forint nyereséget hozott. (Az akcióval a rendőrök a posta egy alkalmazottját gyanúsították, akit hónapokra le is tartóztattak.) A támadás után a páros tudomására jutott, hogy egy ismerősük barátnője tud az általuk elkövetett gyilkosságokról és rablásokról. Donásziék kockázatosnak ítélték a nőt, ezért előkészületeket tettek meggyilkolására. Erre azonban már nem kerülhetett sor, mert 1994. május 4-én a rendőrség rajtuk ütött.

### Pere és halála
Donászi letartóztatásakor kijelentette, hogy hadifogolynak tekinti magát. Hosszú büntetésre számított, és úgy gondolta, hogy a gyilkosságai és kegyetlen fellépésének híre majd a börtönben is kellő tekintélyt kölcsönöznek számára ahhoz, hogy a rabok hierarchiájának csúcsára kerülhessen, megkoronázván ezzel bűnözői karrierjét. A rablások sajtónyilvános rekonstrukcióin Donászi higgadtan és jól érthetően számolt be bűncselekményeiről. Az ügyében eljáró Győr-Sopron-Moson megyei bíróság 1995. január 26-án Donászit kitervelten, nyereségvágyból és aljas indokból elkövetett gyilkosságban találta bűnösnek, ezért életfogytiglani börtönre ítélte. Donászi "fegyenckirály" ábrándja azonban nem valósulhatott meg. A sopronkőhidai börtön parancsnoka megérkezése után magánzárkába küldte Donászit, aki így elesett az általa elképzelt tekintélytől és bűnözői társaságtól. A magánzárka éveiben Donászi részt vett egy életéről szóló riportkönyv elkészítésében, levelezett, és ritkán interjúkat adott. Az évekig tartó magánzárka és a szabadulás időbeli távolsága (2014-ben szabadulhatott volna legkorábban) 2001-re érlelték meg benne az öngyilkosság gondolatát. Donászi Aladár 2001. augusztus 10-én az esti órákban a börtönben nyaki ütőereit egy borotvával átvágva öngyilkosságot követett el.

## Megjelenése a kultúrában és közéletben
Donászi és Bene párosa kegyetlenségük miatt a bulvárújságok kedvelt alakja volt. Működésükről Tábori Zoltán interjúkötetet jelentetett meg Nagyvadak címmel. A könyvből 1998-ban film is készült, amely Gengszterfilm címmel került a moziba. Donászi Aladárt elrettentő példaként felhozva indult a 2010-es években mozgalom Magyarországon a halálbüntetés visszaállításáért.